# Egesina siamensis
Egesina siamensis là một loài bọ cánh cứng trong họ Cerambycidae.